# Ramón Tamayo
Ramón Tamayo (Granada, 1921 - Madrid, 23 de junio de 2008), productor y empresario teatral español.

## Biografía
Trabajó como productor durante casi tres décadas en la compañía Lope de Vega, fundada por su hermano José Tamayo en 1946, con la que recorrió la geografía española dando a conocer durante el franquismo a la nueva generación de autores extranjeros.
Dirigió el Centro Dramático Nacional entre 1979 y 1981 junto a los actores Núria Espert y José Luis Gómez. Mientras los dos últimos se encargaron de la dirección artística, Tamayo se ocupó de las labores internas, la gestión y la producción. Durante su mandato, el centro acogió alrededor de veinte espectáculos, tanto propios, como Los baños de Argel, dirigido por Francisco Nieva o La velada en Benicarló, de Manuel Azaña, como de otras compañías, como Sueño de una noche de verano, de Lindsay Kemp, o las obras con las que debutaron en un teatro nacional Teatre Lliure y Els Joglars.
Tras su paso por el teatro público, Tamayo regresó al privado, volviendo a la compañía Lope de Vega y al Teatro Bellas Artes, que dirigió junto a su hermano hasta 2003, año en el que este falleció. Cinco años más tarde, Ramón Tamayo murió en Madrid a los 87 años de edad.